# Indústria da cannabis
A indústria da cannabis é composto por cultivadores, produtores legais, consumidores, órgãos independentes de padrões industriais, produtos e serviços auxiliares, órgãos reguladores e pesquisadores sobre a cannabis e seu derivado industrial, o cânhamo. A indústria da cannabis foi inibida por restrições regulatórias durante a maior parte da história recente, mas o mercado legal surgiu rapidamente à medida que mais governos legalizaram o uso medicinal e adulto. O Uruguai se tornou o primeiro país a legalizar a maconha recreativa por meio de legislação em dezembro de 2013. O Canadá se tornou o primeiro país a legalizar as vendas privadas de maconha recreativa com o Projeto de Lei C-45 em 2018.

## Valor de mercado
O mercado econômico mundial foi dividido da seguinte forma, mostrando que a indústria da cannabis pode ser considerada um componente multibilionário de uma indústria farmacêutica maior. O valor exato das vendas de cannabis em todo o mundo permanece desconhecido, pois a grande maioria do mercado continua ilícita. Com o movimento em torno da legalização da cannabis, ela está atraindo mais investimentos de empresas de álcool e drogas.
| Mercado                       | Mercado                            | Valor por ordem de magnitude |
| ----------------------------- | ---------------------------------- | ---------------------------- |
| Droga                         | Droga não medicinal (“recreativa”) | Centenas de bilhões          |
| Droga                         | Folhas e flores medicinais [en]    | Dezenas de bilhões           |
| Droga                         | Produtos farmacêuticos refinados   | Bilhões                      |
| Alimentos e fibras de cânhamo | Óleo da semente                    | Centenas de milhões          |
| Alimentos e fibras de cânhamo | Fibra [en]                         | Dezenas de milhões           |
| Alimentos e fibras de cânhamo | Biomassa                           | Centenas de milhares         |
| Other                         | Fitorremediação                    | Dezenas de milhares          |
| Other                         | Ornamental                         | Milhares                     |
| De Small (2016)               |                                    |                              |

### Estados Unidos
As vendas de maconha (droga) na América do Norte atingiram US$ 6,7 bilhões em 2016, representando um crescimento de 30% em relação ao ano anterior. De acordo com um relatório do pesquisador universitário Jon Gettman [en], a cannabis é a maior cultura comercial dos Estados Unidos e “uma parte difundida e inerradicável da economia nacional”. Um relatório do ArcView Group de 2015 afirmou que era o setor de crescimento mais rápido nos Estados Unidos. Espera-se que o setor nos Estados Unidos cresça de US$ 2 bilhões em 2014 para até US$ 10 bilhões em 2018, dependendo dos resultados da legalização. De acordo com uma estimativa, o setor nos Estados Unidos poderá ser de US$ 35 bilhões em 2020. Estima-se que o mercado legal seja de mais de US$ 10 bilhões em setembro de 2020, e um relatório da Morningstar prevê “um crescimento médio anual de quase 25% para o mercado recreativo dos EUA e de quase 15% para o mercado médico até 2030”.
De acordo com a revista GQ, em meados de 2017, era a segunda maior cultura comercial dos EUA, depois do milho, e valia mais de US$ 40 bilhões.
O mercado nacional de cânhamo (não psicoativo) foi de US$ 600 milhões em 2015, Considera-se impossível prever com precisão os possíveis mercados legais futuros para o cânhamo devido à “ausência, desde a década de 1950, de qualquer produção comercial e irrestrita de cânhamo nos Estados Unidos”.:3
Em uma entrevista ao Huffington Post, Mark Kleiman, o “Czar da Maconha” do estado de Washington, disse estar preocupado com o fato de a Associação Nacional da Indústria da Cannabis dos EUA [en] favorecer os lucros em detrimento da saúde pública. Ele também disse que ela poderia se tornar um órgão predatório como os braços de lobby dos setores de tabaco e álcool. Kleiman disse: “O fato de a Associação Nacional da industria da Cannabis ter contratado um terno da K Street [lobista] não é um bom sinal."
As instituições financeiras, os CPAs e os advogados dos Estados Unidos lutam com conselhos conflitantes da NASBA e do Tesouro sobre seus riscos de prestar serviços ao setor legal de cannabis. A contradição entre a Lei Federal de Substâncias Controladas e a legalização local ou estadual é chamada de “a característica mais definidora do setor [de cannabis]”.

### Uruguai
A cannabis no Uruguai foi legalizada para uso adulto em dezembro de 2013. As vendas de maconha são regulamentadas por meio de distribuição governamental, com um preço determinado pelo estado de US$ 1,30 por grama. O acesso à maconha é legalizado por meio de quatro fontes: maconha medicinal por meio do Ministério da Saúde, maconha cultivada em casa, clubes de membros e vendas para adultos em drogarias.

### Canadá
O Canadá tornou-se o segundo país a legalizar a cannabis para uso adulto em 17 de outubro de 2018. Em dezembro de 2017, havia 79 produtores de maconha licenciados no Canadá, a maioria concentrada em Ontário e na Colúmbia Britânica. De acordo com a Deloitte, o mercado de varejo básico é avaliado em US$ 4,9 a US$ 8,7 bilhões por ano. Incluindo oportunidades auxiliares, a Deloitte estima um mercado no valor de US$ 12,7 a US$ 22,6 bilhões por ano, demonstrando uma vantagem de mais de US$ 20 bilhões.

### Produtos e serviços auxiliares
A indústria da cannabis é apoiada por uma rede de produtos e serviços auxiliares que não “tocam a planta”. Os serviços auxiliares mais comuns são os serviços profissionais, seguidos por serviços de informação, serviços bancários e soluções de segurança. Estruturas, instalações e equipamentos de cultivo são os produtos auxiliares mais comuns, seguidos por dispositivos de consumo, parafernália, embalagens, equipamentos de processamento, software, equipamentos de segurança e suprimentos de laboratório. A adição de produtos e serviços auxiliares equivale a um impacto econômico estimado em quatro vezes o valor das vendas diretas de cannabis. Com base nesse multiplicador, o impacto econômico total da industria da cannabis nos Estados Unidos foi de US$ 16 a US$ 18 bilhões em 2016 e deve chegar a US$ 47,6 a US$ 68,4 bilhões até 2021.

### Setores relacionados
A cannabis entrou no setor de restaurantes em determinados mercados legais.

## Envolvimento das universidades
O envolvimento das universidades tem aumentado à medida que o setor ganha legitimidade em todo o mundo. A Universidade de Northern Michigan iniciou seu Programa de Química de Plantas Medicinais em 2017, o primeiro programa de graduação que prepara os alunos para trabalhos relacionados à produção, análise e distribuição de plantas medicinais. Daniele Piomelli, professor da University da California em Irvine, desenvolveu um programa de pesquisa interdisciplinar sobre a cannabis "Instituto para o Estudo da Cannabis" com a missão de promover o conhecimento sobre a cannabis no meio acadêmico.
A Green Wolverine, fundada na Ross School of Business da Universidade de Michigan em 2017, é uma corporação sem fins lucrativos composta por organizações de estudantes universitários centrada na aquisição de conhecimento relacionado a atividades comerciais legais na indústria da cannabis. A missão é descobrir oportunidades de sucesso para estudantes universitários na indústria da cannabis ou em áreas relacionadas por meio de educação, networking e recrutamento.
O Hocking College (Nelsonville, OH) tem um diploma de associado credenciado de Técnico de Laboratório de Cannabis como parte de seu Programa de Ciências de Laboratório. Ele foi desenvolvido pelo Dr. Jonathan Cachat em 2018.

## Acessórios de cannabis
A venda de acessórios relacionados à cannabis não é explicitamente ilegal na maioria dos países, e esses produtos vêm ganhando popularidade há várias décadas. Como a cannabis legal continua a se espalhar, as vendas de acessórios têm crescido rapidamente.

## Mulheres no setor
A maioria das pesquisas, tanto governamentais quanto com financiamento privado, não investiga os papéis e a colocação das mulheres no setor extremamente lucrativo e crescente da maconha. As mulheres têm sido historicamente bloqueadas e subjugadas ao trabalho “feminino” na indústria da cannabis. Frequentemente, há pouca ou nenhuma menção a mulheres entre as empresas de cannabis em relatórios estatísticos ou jornais de negócios, a menos que o foco seja especificamente em mulheres ou minorias. Desde que os primeiros estados dos EUA, Colorado e Washington, legalizaram a maconha em 2012, o setor passou por um crescimento extremo, tanto em termos de riqueza quanto em termos de emprego. Em 2017, apenas 26,9% das mulheres ocupavam cargos executivos no setor. Também em 2017, o setor legal de cannabis para adultos nos Estados Unidos valia cerca de US$ 7,7 bilhões e esperava-se que as vendas anuais crescessem mais para mais de US$ 24 bilhões até 2025. Dados um pouco mais atuais da pesquisa de 2019 da revista Forbes com 166 empresas de cannabis em 17 estados diferentes nos Estados Unidos revelam que 38,5% dos funcionários se identificaram como mulheres. Embora esse número tenha aumentado claramente desde 2017, infelizmente o número de mulheres que ocupavam cargos de “Diretor” ou “Executivo” em 2017 caiu para apenas 17,6%. Surpreendentemente, 74% das empresas pesquisadas têm 10% ou menos de funcionários que se identificam como mulheres. Mais de 12% das 166 empresas não tinham nenhuma mulher em cargos de “Diretor” ou “Executivo”, enquanto mais de 41% delas tinham apenas uma mulher nessas categorias. Em 2021, o Leafly, site confiável de educação e localização sobre a cannabis, divulgou seu relatório anual de empregos afirmando que a indústria da cannabis legal sustenta 321.000 empregos, com mais de 77.000 novos empregos criados desde 2020.
Embora cerca de 38% das mulheres sofram de doenças crônicas, apenas 4% das pesquisas e dos fundos são usados para serviços e cuidados de saúde para mulheres. Isso faz com que as mulheres busquem terapias alternativas. Considerando que as mulheres representam cerca de 85% de todos os consumidores que compram e 85% das decisões de saúde, “as mulheres são fundamentais para o mercado de cannabis em desenvolvimento, atualmente semi-legal”. Como as mulheres estão consumindo cannabis em taxas mais altas do que nunca, há um enorme poder de compra relacionado à decisão de saúde e bem-estar. O rápido crescimento do setor apresentado por esses números demonstra que é essencial considerar as mulheres nesse setor, pois seu poder de compra é o mais forte quando comparado a outros dados demográficos.
Voltando aos primeiros anos do setor (antes de uma legalização mais ampla nos EUA, por volta de 2010), as mulheres eram geralmente alocadas em postos desprivilegiados, como cuidar das plantações, aparar, trabalhar com clones e outras tarefas mais repetitivas.
De acordo com a especialista em análise de dados Giadha DeCarcer, “a indústria da cannabis é tão nova que há pouquíssimas barreiras para entrar, especialmente para as mulheres [empreendedoras]”. Parece que as mulheres do setor, de certa forma, estão começando a ter um desempenho oposto ao da literatura anterior, demonstrando maior apelo à incerteza e ao risco, o que é comum nesse setor. Embora as novas evidências dentro do setor demonstrem um número crescente de mulheres e confiança em relação à imprevisibilidade, o que alguns poderiam inferir como um maior acesso, ainda há muitas barreiras baseadas em gênero presentes no setor que impedem as mulheres de receberem tratamento e aquisição iguais.